# 길퍼드 칼리지
길퍼드 칼리지(영어: Guilford College)는 미국 노스캐롤라이나주 길퍼드 군 그린즈버러에 있는 사립 소규모 리버럴 아츠 칼리지다. 1837년 퀘이커교도들이 세웠으며, 평화 및 분쟁학이나 사회정의학 등 퀘이커 교육기관으로서의 역사에서 유래한 전공 등을 제공한다.

## 역사
1837년 뉴가든 기숙학교(New Garden Boarding School)로 세워졌으며 1888년에 4년제 리버럴 아츠 칼리지가 됐다. 노예제 폐지운동가이자 퀘이커교도였던 리바이 코핀이 길퍼드 칼리지 근처에서 자랐으며, 오늘날에도 캠퍼스 안에 있는 뉴가든 숲은 19세기에 리바이 코핀이 주도한 지하철도의 접선 장소로 쓰였다.

## 운동부
길퍼드 칼리지의 운동부는 퀘이커스(Quakers)라고 불린다. 전미 대학 체육 협회(NCAA) 디비전 III의 올드도미니언 애슬레틱 콘퍼런스(Old Dominion Athletic Conference)에 속해 있으며 5번의 우승 경험이 있다.

## 학교 동문
길퍼드 칼리지의 동문으로는 대한민국의 비행사이자 사회 운동가 김경오, 미국 몬태나주 주지사를 지낸 조지프 무어 딕슨, 메이저 리그 베이스볼 선수 톰 재커리, 토니 워맥 등이 있다.